# Aly-Jurjach
Der Aly-Jurjach (russisch Алы-Юрях) ist ein 254 km langer rechter Nebenfluss des Bulun im Nordosten Sibiriens, im asiatischen Teil Russlands.
Der Aly-Jurjach entspringt an der Südflanke eines bis knapp 1100 m hohen Bergkammes auf dem Jukagirenplateau, der dort die Grenze der Oblast Magadan zur Republik Sacha (Jakutien) markiert. Er fließt zunächst in südlichen Richtungen, ab dem Mittellauf fast direkt nach Osten, wobei er stark mäandriert. Nur 13 Flusskilometer nach der Aufnahme des von Norden kommenden größten Zuflusses Tokur-Jurjach mündet er mit zwei Armen ist den am südlichen Rand des Jukagirenplateaus in südwestliche Richtung fließenden Korkodon-Nebenfluss Bulun (auch Rassocha genannt). Die Quelle des Aly-Jurjach befindet sich etwa 180 km Luftlinie nordöstlich der nächstgelegenen Ortschaft Syrjanka an der Kolyma, seine Mündung etwa 230 km ostsüdöstlich.
Das Einzugsgebiet des Flusses umfasst 7840 km². Die bedeutendsten Nebenflüsse sind Brodnaja (russisch Бродная, Länge 51 km), Schirokaja (Широкая, 51 km) und der erwähnte Tokur-Jurjach (Токур-Юрях, mit Quellfluss Prawy (Rechter) Tokur-Jurjach 215 km), alle von links.
Im gesamten, vollständig auf dem Territorium des Srednekanski rajon der Oblast Magadan gelegenen Einzugsgebiet des Flusses gibt es keine Ortschaften.